# Llei 39/2006, de 14 de desembre, de Promoció de l'Autonomia Personal i Atenció a les persones en situació de dependència
La Llei 39/2006, de 14 de desembre, de Promoció de l'Autonomia Personal i Atenció a les persones en situació de dependència (LPAP), sovint referida com a la Llei de Dependència és la llei estatal que creà el Sistema per a l'Autonomia i Atenció a la Dependència, una modernització del sistema de protecció social espanyol que implica que l'estat estableix un "contingut mínim o bàsic de protecció". La llei fou creada com a reacció a la realitat social de la generalització del fenomen de la dependència funcional alhora de la necessitat d'atenció de les persones en aquesta situació per diversos factors (mèdics, socials i econòmics). La llei no és aplicable directament, sinó que les actuacions respecte la matèria regulada són aplicables amb desenvolupaments mitjançant reglaments. Entrà en vigor l'1 de gener de 2007.
La llei va ser creada perquè fóra:
una norma que, respectant les competències atribuïdes constitucionalment a les [Comunitats Autònomes] en matèria sanitària i d'assistència social, assentara la base d'un nou àmbit de protecció que amplie l'Estat del Benestar mitjançant la creació d'un sistema, de base pública i universal, que garantisca el dret subjectiu perfecte de totes les persones en situació de dependència a accedir a una sèrie de prestacions i serveis, considerades com a mínims, en condicions d'igualtat, qualsevol que siga el lloc on hi residisquen.
Establia la protecció de les persones dependents no solament des de la seguretat social o l'assistència social, sinó de manera mixta. La llei també, segons Cavas Martínez & Sempere Navarro (2007, p. 105), aporta una definició i ús del terme "Sistema per a l'Autonomia i Atenció a la Dependència".

## Fonament constitucional
El fonament constitucional de la llei és la competència exclusiva de l'estat central de regular les condicions fonamentals que garantisquen la igualtat dels espanyols davant l'exercici de les lleis, tal com estableix l'article 149.1.1a de la Constitució. Així i tot, Cavas Martínez & Sempere Navarro (2007, p. 61) consideren que algunes parts de la llei no entrarien dins de l'allò justificat en el citat article de la Constitució.

## Història

### Antecedents
El 1999 es presentà al Senat un informe on es plantejava establir un segur de dependència de persones majors. Un altre informe del mateix any, de l'Institut de Migracions i Serveis Socials, considerà que s'establira un model de protecció per a les persones dependents en el marge de la seguretat social.
La primera llei estatal en ocupar-se de manera explícita de la dependència fou la Llei d'Acompanyament per a 2000. Les esmenes 272 (del Partit Popular) i 299 (del Grup Parlamentari Català), la Disposició addicional 14 de la Llei 55/1999, de 29 de desembre, de Mesures Fiscals, Administratives i d'Ordre Social, establiren un termini al govern perquè presentara un informe sobre el segur de dependència privat. Amb poc de temps, els polítics es donaren compte que amb el fenomen generalitzat en la societat i afectant sobretot a persones amb poca capacitat econòmica, calia actuar cap a un assegurament públic. El govern inicià un diàleg social per a tractar l'assumpte de la dependència. Els resultats d'aquest diàleg fou l'Apartat VIII de l'Acord per a la Millora i el Desenvolupament del sistema de la Seguretat Social (9 d'abril de 2001): Subscrit per organitzacions empresarials i el sindicat Comissions Obreres. Més endavant, s'aprovà la nova versió del Pacte de Toledo al Congrés dels Diputats el 2 d'octubre de 2003, el qual recomanava configurar un sistema integrat de dependència. El 8 de juliol de 2004 el Govern d'Espanya i les organitzacions CEOE, CEPYME, UGT i CCOO signen l'Acord sobre competitivitat, treball estable i cohesió social, comprometent-se a abordar amb un diàleg social diverses assumptes, entre d'altres, la dependència. A la fi de 2004 es publicà el Llibre Blanc d'Atenció a les Persones en Situació de Dependència a Espanya, fet pel Ministeri de Treball i Assumptes Socials. L'acord de juliol portà a l'Acord sobre l'acció protectora de l'atenció a les situacions de dependència del 21 de desembre de 2005, subscrit per agents socials amb el govern. Aquest acord portà a les bases d'un sistema nacional de dependència, cosa que va ser molt influent a l'avantprojecte i posteriorment el projecte de la Llei de Dependència.

### De l'avantprojecte fins a l'aprovació
L'avantprojecte va ser valorat positivament pel Consell Econòmic i Social en el seu Dictamen 3/2006, de 20 de febrer. Així i tot, va fer nombroses observacions sobre tots els articles: clarificar aspectes com la definició de "dependència", determinar que les persones amb malalties mentals comprèn qui pateix deficiències intel·lectuals malgrat no ser el mateix, el contingut dels nivells de protecció i quins són els òrgans competents per al reconeixement del dret i les prestacions; també comentava que la llei havia de considerar la distribució de la població objectiu i havia de delimitar més clarament la competència estatal i la de les comunitats autònomes. El Consell d'Estat valorà positivament també l'avantprojecte, amb el Dictamen de 23 de març de 2006.
El projecte de llei fou aprovat pel Consell de Ministres el 21 d'abril de 2006 i fou remès a les Corts Generals. La llei fou aprovada per la pràctica unanimitat dels grups polítics representats a les Corts Generals. El Congrés dels Diputats aprovà el 5 d'octubre de 2006 el text sense modificacions respecte el text del dictamen de la Comissió (BOCG, Congrés dels Diputat, Sèrie A, núm. 84-11, de 5 d'octubre de 2006) amb l'oposició del Partit Nacionalista Basc, Convergència i Unió, EA i Nafarroa Bai per considerar que invadia les competències de les comunitats autònomes i l'abstenció del Partit Popular en les votacions dels articles que havien sigut modificats per a no incloure els termes "nació" i "nacional". Després passà al Senat i finalment tornà al Congrés, sent finalment aprovada el 14 de desembre de 2005, sent publicada al BOE l'endemà.

### Desenvolupament

#### Estatal
El Reial Decret 504/2007, de 20 d'abril, desenvolupa la llei establint dos barems per a valorar la dependència en el seu grau i nivell: el barem de valoració de graus i nivells de dependència (BVD) i el barem per a valorar la dependència per a persones menors de tres anys (EVE). Aquest fou modificat pel Reial Decret 1198/2007, de 14 de setembre.
El Reial Decret 614/2007, d'11 de maig, recollí la previsió temporal per a establir un nivell mínim de protecció per part de l'Administració General de l'Estat.
El Reial Decret 615/2007, d'11 de maig, regula la seguretat social dels cuidadors dels dependents.
El Reial Decret 727/2007 de 8 de juny regula les hores d'atenció mensuals del servei a domicili entre d'altres.
La Ordre del Ministeri de Treball i Assumptes Socials 2455/2007, de 7 d'agost i el Reial Decret 727/2007, de 8 de juny, regulen el copagament. L'Ordre ministerial va establir un règim d'incompatibilitats per a Ceuta i Melilla. El Reial Decret 1289/2007, de 28 de setembre, regulà la concessió directa de subvencions per a aquestes ciutats autònomes per a fer programes i activitats per a persones majors i persones dependents.
El Reial Decret 1620/2011 de 14 de novembre, regulà la relació del servei domicialari.
El Reial Decret-Llei 20/2012, de 13 de juliol, de mesures per a garantir l'estabilitat pressupostària i de foment de competitivitat reformà el SAAD.

#### Nivell autonòmic
Les normes autonòmiques que regulen el procediment de reconeixement de la dependència són:
- Andalusia:
  - Decret 168/2007 de 12 de juny
- Aragó:
  - Ordre de 15 de maig de 2007
  - Ordre de 5 d'octubre de 2007
- Astúries:
  - Resolució de 17 d'abril de 2007
  - Decret 68/2007 de 14 de juny
  - Resolució 7 d'agost de 2007
  - Resolució de 26 de setembre de 2007
- Cantàbria:
  - Ordre SAN/26/2007, de 7 de maig
- Castella-La Manxa:
  - Resolució de 24 d'abril de 2007
- Castella i Lleó:
  - Ordre FAM/824/2007 de 30 d'abril
- Catalunya
  - Decret 115/2007 de 22 de maig
- Comunitat Valenciana:
  - Decret 717/2007, de 28 de setembre[31]
- Extremadura
  - Resolució de 25 d'abril de 2007
- Galícia:
  - Decret 176/2007 de 6 de setembre
- Illes Balears:
  - Resolució de 7 de setembre de 2007
  - Resolució de 8 de novembre de 2007
- La Rioja:
  - Ordre 4/2007 de 16 d'octubre
- Comunitat de Madrid:
  - Ordre 2176/2007 de 6 de novembre
- País Basc:
  - Decret Foral 39/2007 de 24 d'abril
  - Decret Foral 74/2007 de 24 d'abril
  - Ordre Foral 320/2007 de 25 d'abril[32]

### Modificació
En el context de la crisi financera espanyola (2008-ca-2016), es va modificar la llei amb el Reial Decret-Llei 20/2012, de 13 de juliol, de mesures per a garantir l'estabilitat pressupostària i de foment de competitivitat. Destaca que el 10 de juliol de 2012 les comunitats autònomes i l'estat central acordaren en el Consell Territorial de Serveis Socials i del Sistema per a l'Autonomia i Atenció a la Dependència unes mesures per a la millora i sostenibilitat del sistema de dependència: s'unificà la Conferència Sectorial d'Assumptes Socials i el Consell Territorial del Sistema per a l'Autonomia i Atenció a la Dependència en l'òrgan anomenat Consell Territorial de Serveis Socials i del Sistema per a l'Autonomia i Atenció a la Dependència, es va suprimir la classificació en dos nivells segons l'autonomia de les persones (supressió de l'art. 26.2 de la Llei de Dependència) i reducció de quantitats de prestacions econòmiques, els cuidadors no professionals no estan obligats a seguir el règim general de la seguretat social i s'establí un règim d'incompatibilitats de les prestacions (nou art. 25 bis de la Llei de Dependència). El Reial Decret-Llei 20/2012 va ser confirmat com a constitucional per la sentència del TC 18/2016, de 4 de febrer.

## Estructura de la llei
La llei està estructurada de manera que té: una extensa Exposició de Motius; quatre títols on estan repartits 47 articles; 16 disposicions addicionals; dos disposicions transitòries i nou disposicions finals.

### Títol Preliminar
Té cinc articles: disposició de la norma (art. 1), definicions (art. 2), principis inspiradors (art. 3), drets i obligacions (art. 4) i titulars dels drets (art. 5).
El titular dels drets ha de ser espanyol o tindre nacionalitat d'algun país de la comunitat europea i residir durant almenys cinc anys a Espanya o ser estranger extracomunitari i complir allò que establisca la Llei d'Estrangeria (Llei 4/2000, d'11 de gener).

### Títol I
Conté els articles 6 a 33. Regula el Sistema per a l'Atenció i Atenció a la Dependència i la col·laboració de les administracions públiques competents.
Per a la cooperació entre administracions crea el Consell Territorial del Sistema, on poden participar corporacions locals i que requereix l'aprovació de Convenis que fixen el marc de cooperació amb cada comunitat autònoma. També estableix el catàleg de prestacions i serveis, els graus de dependència, els criteris per a determinar-los i el procediment de reconeixement del dret a prestacions.
El Capítol I estableix la configuració del Sistema: identificant la seua finalitat (art. 6), estableix els tres nivells de protecció (art. 7), la regulació del Consell Territorial (art. 8) i les regles generals de la participació de les administracions dels tres nivells (arts. 9-12).
El Capítol II estableix el catàleg de serveis i prestacions: precisant els objectius generals de les prestacions (art. 13) i enumerant-los (art. 14), estructurant el catàleg de serveis (art. 15), identifica la xarxa d'aquests (art. 16), regulant les prestacions econòmiques vinculades al servei (art. 17), vinculades a les cures rebudes a l'entorn (art. 18), vinculades a la promoció de l'autonomia de grans dependents (art. 19), remet la quantitat als posteriors acords fets pel Govern espanyol (art. 20), examina els serveis de promoció de l'autonomia personal: la prevenció de la dependència (art. 21), estableix el servei de teleassistència (art. 22), l'ajuda a domicili (art. 23), els Centres de Dia i Nit (art. 24) i l'atenció residencial (art. 25).
El Capítol III estableix la determinació de la dependència: identifica els graus de dependència (art. 26) i indica qui i com ha de determinar el grau de dependència que pateix una persona (art. 27).
El Capítol IV estableix el reconeixement del dret: determinant el procediment a seguir (art. 28), el Programa Individual d'Acció (art. 29), la possible revisió del grau i/o nivell de dependència i les prestacions que li corresponen (art. 30) i la incompatibilitat de les prestacions (art. 31).
El Capítol V estableix el finançament del Sistema, que prové de les administracions públiques espanyoles (art. 32) i el copagament fet pels beneficiaris (art. 33).

### Títol II
Conté els articles 34 a 41. Tracta sobre les mesures per a assegurar la qualitat del Sistema.
El Capítol I estableix com garantir la qualitat del Sistema (art. 34) i de la prestació de serveis (art. 35).
El Capítol II centralitza la regulació de la formació i qualificació dels professionals involucrats (art. 36).
El Capítol III "aborda el sistema d'informació (art. 37) i la xarxa de comunicacions que el Ministeri de Treball i Assumptes Socials ha de posar al servei" del Sistema (art. 38).
El Capítol IV explica les actuacions per a la lluita contra el frau (art. 39).
El Capítol V regula el Comitè Consultiu del SAAD (art. 40), amb una funció consultiva complementada per altres òrgans (art. 41).

### Títol III
Tracta sobre les infraccions i les sancions.
Identifica els responsables (art. 42), tipifica les infraccions (art. 43), les classifica (art. 44), estableix el règim de prescripció (art. 46) i atribueix la competència de sancionar a uns òrgans administratius (art. 64).

### Disposicions altres
Les disposicions addicionals canvien la normativa anterior per a adaptar-la. La primera disposició transitòria tracta la participació financera de l'estat central en la posada en marxa del Sistema fins a 2015.
La disposició transitòria vuitena tracta sobre la terminologia emprada per referir-se a les persones amb discapacitat.

## Crítiques al text de la llei
Cavas Martínez & Sempere Navarro (2007, p. 119) consideren que el text pot implicar possibles conflictes de competències entre l'estat central i les comunitats autònomes.
Ha sigut considerat com un tret negatiu que no preveiés serveis alternatius a les residències, com acolliment familiar, habitatges amb serveis de suport o tutelades o unitats de convivència ni que s'hagueren integrat els hospitals de mitja i llarga estada regulats en el Reial decret 1277/2003, de 10 d'octubre.
Cavas Martínez & Sempere Navarro (2007, p. 129) digueren sobre la regulació de les compatibilitats i incompatibilitats de les prestacions del SAAD que era "una de les pitjor regulades en la norma" perquè és "manifestament insuficient, parcial i fragmentari".
La classificació en tres graus ha sigut criticada per poder ser massa rígida i perquè podria estigmatitzar la persona dependent.
Va ser objecte de crítica que el text permetia la desigualtat territorial, sobretot en matèria de la intensitat de la protecció.